# Teufen AR
| AR ist das Kürzel für den Kanton Appenzell Ausserrhoden in der Schweiz. Es wird verwendet, um Verwechslungen mit anderen Einträgen des Namens Teufen zu vermeiden. |

Teufen ist eine politische Gemeinde im Mittelland des Kantons Appenzell Ausserrhoden in der Schweiz. Teufen liegt durch eine Anhöhe getrennt unmittelbar südlich der Stadt St. Gallen.

## Geographie
Nach Herisau ist Teufen die zweitgrösste Gemeinde im Kanton Appenzell Ausserrhoden. Sie besteht aus den Ortschaften Teufen AR, Niederteufen und Lustmühle. Sie grenzt an die ausserrhodischen Gemeinden Speicher, Bühler und Stein, an den innerrhodischen Bezirk Schlatt-Haslen sowie an die Stadt St. Gallen. Das Dorf liegt zwischen 800 und 1000 m ü. M. Insgesamt hat Teufen eine Fläche von 1525 Hektaren. Davon sind 214 ha besiedelt, 848 ha dienen dem landwirtschaftlichen Nutzen und 456 Hektaren bilden Wald; die übrigen 13 ha sind unproduktive Fläche.

## Geschichte
Der Name Teufen erscheint erstmals in einer Urkunde von 1272 Tiuffen («in der Tiefe»). Vor 1300 zählte man in Teufen fünf Höfe.
1377 schlossen sich die Landleute von Appenzell, Urnäsch, Teufen und Gais mit Erlaubnis des Abtes dem Schwäbischen Städtebund an. Für Teufen, das noch kein Siegel hatte, siegelte der Ammann von Appenzell. Der Bär als Wappentier auf seinem Siegel ging auf allen vieren, wie er heute noch auf dem Teufner Gemeindewappen abgebildet ist.
1479 wurde Teufen durch den Abt von St. Gallen erlaubt, eine Kirche zu bauen. Sehr früh fand die Reformation im Appenzellerland Eingang, eine wichtige Rolle spielte Jakob Schurtanner, der Pfarrer von Teufen war. Nach dem Landsgemeindebeschluss von 1525, wonach jede Kirchhöri (Gemeinde) selber entscheiden konnte, ob sie beim alten Glauben bleiben oder den neuen annehmen wolle, wurden in Teufens Kirche Altar und Bilder entfernt. Gegen Ende des Jahrhunderts verschärften sich die Glaubensgegensätze wieder, was am 28. August 1597 zur Teilung des Landes führte.
Der wirtschaftliche Aufschwung von Teufen war der Leinen- und später der Baumwollweberei zu verdanken. 1776, während der Blütezeit der feinen Baumwollweberei (Mousseline), liess Teufen vom einheimischen Baumeister Hans Ulrich Grubenmann eine neue, grössere Kirche erstellen. 1779 wurde diese auf den Fundamenten der ersten Kirche errichtet. Während der Helvetik war Teufen Hauptort des gleichnamigen Distrikts im Kanton Säntis. Teufen zählte nun bereits über 3500 Einwohner und war somit grösser als die Stadt Winterthur. 1841 bot die Gemeinde das neue, stattliche Schulhaus am Dorfplatz dem Lande als Rathaus zum Geschenk an, wenn Teufen zum Kantonshauptort bestimmt werde. Die Landsgemeinde lehnte das Geschenk ab und erwarb in Trogen den Palast von Landammann Jakob Zellweger. Dafür erhielt Teufen einige Jahre später das kantonale Artilleriezeughaus, das heute der Gemeinde gehört und ein Museum beherbergt.

Historisches Luftbild aus 400 m von Walter Mittelholzer, 1923

Ab 1730 entwickelte sich Teufen ausserdem zum Kurort. Es wurden Molkenkuren angeboten und ozonreiche Luft versprochen. Zu medizinischen und hygienischen Zwecken wurden Bäder im 19. Jahrhundert wichtig. 1814 eröffnete Hans Jakob Jüstrich-Frischknecht ein Bad in einem Bauernhaus im Sonder. Das Wasser stammte aus einer «erdig-salinischen Quelle». Dieses Wasser sollte bei Nervenschwäche und Krämpfen unterstützend wirken. Zur Zeit des Ersten Weltkriegs kamen keine Gäste mehr in die Bäder, und das Bad Sonder wurde zu einem Sanatorium für Kinder mit Tuberkulose umgebaut.
Ab 1890 bezeichnet sich die Gemeinde Teufen als klimatischen Luftkurort, aufgrund der gesunden ozonreichen Luft. Dank der Nähe zur Stadt St. Gallen und der Eröffnung der Appenzeller Strassenbahn 1889 entstanden Pensionen, Kinderheime und Institutionen wie das 1908 gegründete Prof. Buser's Voralpines Töchter-Institut. Trotz der Wirtschaftskrise wurde 1933 mit Hilfe von Spenden und Aktionären ein Freibad gebaut, eine Massnahme zur Förderung der Gesundheit der Bevölkerung. Bereits ab dem 18. Jahrhundert hatten sich auch immer mehr Heilpraktiker und Naturärzte angesiedelt, zumal die Gesundheitsgesetzgebung im Kanton Appenzell Ausserrhoden sehr liberal war. Das Spektrum reichte von Pflanzenheilkunde über Akupunktur, Magnetopathie, Geopathie bis zur Radioästhesie. Oberhalb von Teufen eröffnete der Basler Naturarzt Alfred Vogel 1937 ein Kurhaus, das zum Grundstein eines international tätigen Unternehmens für Naturheilpräparate wurde (vgl.). Auf die Kurhäuser folgten auch Klinik-Gründungen: 1958 die Paracelsus-Klinik, 1973 die Augenklinik, 1977 (bis 2012) die Berit-Klinik und 2007 die Klinik Teufen. Die Gemeinde wurde zum «Gesundheitsort».
Während der Wirtschaftskrise ab den 1920er-Jahren durch den Niedergang der Textilindustrie sank die Einwohnerzahl. Ab Ende des Zweiten Weltkriegs entwickelte sich Teufen zur Wohngemeinde in der Agglomeration St. Gallen und verzeichnet ein stetiges Wachstum. Zwischen 1956 und 1969 wurden 156 Ein- und 51 Mehrfamilienhäuser erbaut. Die Ortsteile Lustmühle und Niederteufen erhielten dadurch Vorstadtcharakter. Die steuergünstige und bevorzugte Wohnlage führt allerdings auch zu Verkehrsproblemen durch die zahlreichen Arbeitspendler. 1973 wurde die Umfahrungsstrasse eröffnet und damit das Dorfzentrum vom Durchgangsverkehr entlastet. Seit den 1990er-Jahren wird über die Verlegung der Appenzeller Bahn von der Strasse weg in einen Tunnel diskutiert.
2012, 2017 und 2022 wurde Teufen vom Kinderhilfswerk der Vereinten Nationen UNICEF als kinderfreundliche Gemeinde ausgezeichnet. Die Gemeinde hat zum Beispiel eine Kinder- und Jugendkommission mit Einsitz von Jugendlichen, es gibt ein Spielplatzkonzept und altersgerechte Informationen.

### Bevölkerung
Teufen verzeichnet, fast als einzige der Ausserrhoder Gemeinden, eine praktisch ständig steigende Einwohnerzahl.
| Jahr      | 1667 | 1850 | 1870 | 1900 | 1920 | 1950 | 1980 | 2000 | 2010 | 2018 | 2022 |
| Einwohner | 2070 | 4119 | 4765 | 4595 | 4726 | 4318 | 5027 | 5535 | 5763 | 6280 | 6434 |

## Politik
Reto Altherr ist Gemeindepräsident der Gemeinde Teufen (Stand Juni 2022). Teufen verfügt über einen siebenköpfigen Gemeinderat, der unter der Leitung des Gemeindepräsidenten steht. Der Rat wird für eine vierjährige Amtszeit von den stimmberechtigten Einwohnern im Majorzverfahren bestimmt. Der Gemeinderat ist ein politisches Organ der Exekutive und kümmert sich im Rahmen seiner Kompetenzen um die laufenden Geschäfte der Gemeinde. Es gibt auf Gemeindeebene keine begrenzte Anzahl Amtszeiten. Die aktuelle Zusammensetzung des Gemeinderats ist auf der Webseite der Gemeinde ersichtlich.
Aufgrund der Einwohnerzahl darf Teufen sieben Personen im Kantonsrat in Herisau stellen, der die Legislative des Kantons bildet. Die Personen werden im Majorzverfahren für eine Amtszeit von vier Jahren bestimmt. Die Kantonsräte vertreten die Interessen der Gemeinde auf kantonaler Ebene. Die aktuellen Vertretungen aller Gemeinden sind auf der Webseite des Kantonsrats verzeichnet.

### Wappen und Fahne
Im Wappen und der Fahne von Teufen ist ein Bär zu sehen. Ein solcher war früher das Wappentier des Klosters St. Gallen. 1914 wurde das Wappen und der Fahne für Teufen neu angefertigt. Der Bär soll an die Zeit erinnern, in der Teufen «sich unter das Siegel von Appenzell gebunden hatte». Auf der unteren Hälfte steht der Buchstabe «T» geschrieben. Er stellt den Anfangsbuchstaben des Dorfnamens dar.

## Wirtschaft und Infrastruktur
Teufen galt bei der Landteilung noch als armes Dorf. Doch ab 1820 war Teufen eine der reichsten Gemeinden des Halbkantons. In der Mitte des 18. Jahrhunderts wurden aus Teufen Sandsteinblöcke nach St. Gallen geliefert. Diese wurden für die Erbauung der dortigen Kathedrale genutzt. Doch es waren vorwiegend andere Wirtschaftszweige, die für den wirtschaftlichen Aufschwung der Gemeinde sorgten: die Müllerei, die Uhrenindustrie und die Textilindustrie. Sie ergänzten nach und nach die traditionellen Vieh- und Milchwirtschaftsbetriebe.

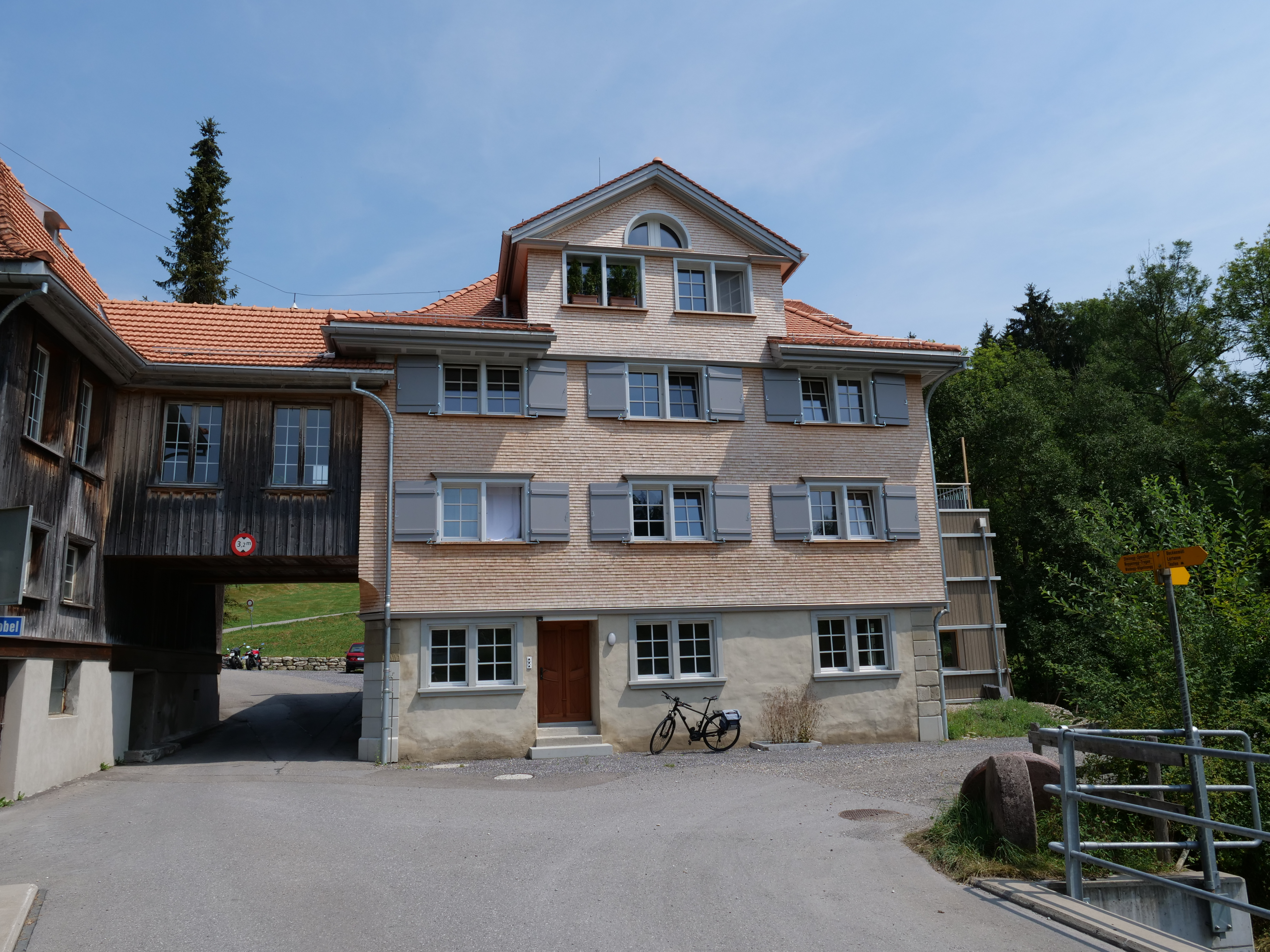
Die ehemalige Mühle Pfauen ist ein Kulturgut von nationaler Bedeutung

In Teufen gab es vier Müllersfamilien, wobei die Familie Zürcher die Müllerei in der Region des Appenzellerlandes besonders mitgeprägt hat; sie wird als «Müllerdynastie» bezeichnet. Das Geschlecht wurde erstmals 1679/1680 erwähnt. Die Vertreter der Familie Zürcher besassen schon damals verschiedene Mühlen in der Ostschweiz. Später befanden sich ihre Mühlen in insgesamt 13 von 20 Ausserrhoder Gemeinden. Die Teufner Müller waren so erfolgreich, dass es von 1730 bis 1740 zu Konflikten zwischen den beiden Appenzell kam. Die Ausserrhoder hatten die Innerrhoder weitgehend auf dem appenzellischen Mehlmarkt verdrängt.
Teufen war auch für seine Holzräderuhren bekannt. Im 18. Jahrhundert war es vor allem Jacob Schäfer-Zürcher, der für seine komplexen Uhrwerke berühmt war. Weitere namhafte Uhrmacher aus Teufen waren Emanuel Brugger und Ulrich Haas. Die Uhr in der Kirche Teufen wurde ebenfalls von einem Teufner – einem anderen Jacob Schefer – gefertigt.
Es war vor allem das Textilgewerbe, das Teufen – wie dem ganzen Appenzellerland – zu seinem Wohlstand verhalf. Eine 2008 entdeckte Fassadenmalerei legt nahe, dass Teufen schon um 1670 im internationalen Textilhandel tätig gewesen sein könnte. Nachgewiesen ist, dass ab 1720 St. Galler Fabrikanten Seidenflor aus Teufen bestellten. Im Jahr 1760 erfand der Teufner Johannes Gmünder nahtlose Hemden, was Teufen ein erstes Mal europaweite Aufmerksamkeit einbrachte. Zu dieser Zeit war Teufen zwar eine Produktionsstätte des Trogner und Speicherer Textilgewerbes, konnte sich aber ab 1780 einen eigenen Namen im Bereich der Handstickereien machen. Zu Beginn des 19. Jahrhunderts hatten sich überdurchschnittlich viele Fabrikanten in der Gemeinde etabliert. Das Textilgewerbe war deren Haupterwerbszweig. Um 1820 konstruierte der Teufner Johann Conrad Altherr den ersten Plattstich-Webstuhl, mit dem man im gleichen Arbeitsgang weben und den Stoff mit stickereiartigen Mustern versehen konnte. In den 1850er-Jahren wurden die ersten Handstickmaschinen aufgestellt. Die Jahre von 1880 bis 1890 werden als die «goldenen Jahre der Stickerei» bezeichnet. In den Jahren danach erlebte die Textilindustrie eine schwere Krise, von der sie sich nur kurzfristig wieder erholte, um dann nach dem Ersten Weltkrieg endgültig zusammenzubrechen. An die Zeit der Stickerei erinnern in Teufen die stattlichen Geschäftshäuser im Eggli und die vielen Stickerhäuser entlang der Strassen.

### Medien
Es war der Teufner Mediziner Matthias Oertli (1777–1837), der als Landammann von Appenzell Ausserrhoden die Zensurbehörde auflöste und damit eine freie Presse ermöglichte. In Teufen wurde vermutlich 1865 die Lokalzeitung «Säntis» gegründet, die sich für Demokratie und freie Meinungsbildung starkmachte. Einer der profiliertesten Redaktoren war Hans Konrad Sonderegger, der 1934 in den Ständerat gewählt wurde. Der «Säntis» erschien bis 1969.
Seit 1995 erscheint die «Tüfner Poscht», ab 2000 «Tüüfner Poscht». Die Lokalzeitung hat eine Auflage von 4000 Exemplaren und wird gratis an alle Haushaltungen verteilt. Sie will die Informationsbedürfnisse der Bevölkerung abdecken und den Zusammenhalt stärken. Herausgeber ist ein Verein, die Redaktion zählt acht Mitglieder (Stand 2024).
1950 gründeten Arthur und Ida Niggli den Verlag Niggli. Das Verlagsprogramm spiegelt die vielfältigen Interessen des Verlegerpaars ebenso wie die Kunst- und Kulturgeschichte der zweiten Hälfte des 20. Jahrhunderts: Standardwerke zu Photographie, Kunst und Architektur sowie Künstlermonografien erscheinen bei Niggli. Ein besonderes Augenmerk gilt auch der Typografie, war Arthur Niggli doch selbst Grafiker und gestaltete viele Bücher selbst. 1992 verkauften die Nigglis den Verlag an Heer Druck AG in Sulgen.

### Bildung
Während der Helvetik (1798–1803) besuchten im Sommer 50 bis 60 Kinder die Schule in Teufen. Im Winter kam nur noch die Hälfte, während in Niederteufen die Schule in den Wintermonaten komplett geschlossen war. Die Lehrer verdienten sehr wenig und waren auf die Anwesenheit der Schüler angewiesen.
1830 ging es mit dem Schulwesen aufwärts: Dank eines Fonds von Daniel Roth-Zuberbühler wurden die Lehrpersonen entlöhnt. Ab sofort mussten auch die Lehrer eine Ausbildung vorweisen. Da der Platz in den Schulräumen knapp wurde, sind auf der Ebne, im Tobel, im Dorf und in Niederteufen gemeindeeigene Schulhäuser gebaut worden. Durch den industriellen Aufschwung von 1830 bis 1860 stieg die Bevölkerungszahl an. Es lebten nun rund 5000 Menschen in Teufen, davon waren 800 Schüler. Die neuen Schulhäuser Bleiche und Blatten wurden erbaut. 1835 eröffnete die erste Realschule, heute Sekundarschule genannt. Die Schule wurde als Privatschule geführt.
Am 18. September 2004 wurde das neue Primarschulhaus Landhaus eingeweiht. Durch den Neubau wurden die Aussenschulhäuser Bleiche und Tobel geschlossen. Der Bau dieses Schulhauses war das grösste Bauwerk in der Gemeinde Teufen. 2013 zählte Teufen insgesamt drei Schulhäuser: die Primarschule in Niederteufen, das Landhaus und die Sekundarschule Hörli. 560 Kinder gingen zu dieser Zeit in den Kindergarten oder in die Schule.
Seit 2005 gibt es die «Sportschule Appenzellerland». Jugendliche erhalten die Möglichkeit für eine spezifische Förderung im Leistungssport. Parallel dazu besuchen sie die Sekundarschule in Teufen oder Herisau, die Mittelschule in Trogen oder absolvieren eine Lehre. Die Sportschule ist Partner von Swiss Olympic.
In Teufen hat zudem die «Musikschule Appenzeller Mittelland» (MSAM) ihren Sitz. Sie bietet seit ihrer Gründung 1984 Musikunterricht für alle Altersgruppen an. Als musikalisches Pendant zur «Sportschule Appenzellerland» gibt es die Talentschule: Diese ermöglicht es besonders musikalisch begabten Kindern, neben regulärem Unterricht (Sekundarstufe) zusätzlichen Musik- und Theorieunterricht zu besuchen.

### Öffentliche Einrichtungen

Das Waisenhaus von Teufen, 1835

1808 und 1817 erwarb die Gemeinde Teufen zwei Liegenschaften im Schönenbüel, um ein Waisen- und Armenhaus einzurichten. Die Armenanstalt erhielt 1824/26 einen Neubau am Löwenbächli. Vor allem in der Krise um 1930 wohnten im Haus Bächli über 70 Personen. Sie mussten durch Arbeit weitgehend selber für ihren Unterhalt sorgen. 1975 sollte das baufällige, aber auf der Liste der schützenswerten Objekte verzeichnete Bürgerheim abgerissen werden, was die Stimmbürger ablehnten. Danach wurde das Haus Bächli umfassend saniert und von 1979 bis 2017 als Altersheim betrieben.
Die erste spitalartige Einrichtung im 19. Jahrhundert war eine «Krankenauflage» in der Ebni, die zuerst privat, ab 1888 von der Gemeinde geführt wurde. Ein eigentliches Spital mit Absonderungshaus wurde 1902 im Gremm eröffnet. Es wurde von Diakonissen aus Riehen geführt, ab 1931 gab es auch einen Chirurgen. 1939/40 wurde das Spital von 30 auf 60 Betten ausgebaut, ab 1975 gab es Belegärzte. 1991 wurde im Zuge einer Sanierung die Gebärabteilung aufgehoben und die Pflegeabteilung erweitert. Nachdem der Leistungsauftrag mit dem Kanton jedoch nicht erneuert wurde, erfolgte 1999 die Schliessung des Spitals. An seiner Stelle steht heute das Alterszentrum Gremm.
Die Gemeinde Teufen führt zwei Alters- und Pflegeheime: Das Haus Lindenhügel und das Haus Unteres Gremm. Das Haus Unteres Gremm wurde von den Zürcher Architekten Alex Jaeggi und Peter Meyer entworfen. Sie realisierten einen kubischen Baukörper mit Loggien mit Blick auf den Alpstein für jedes der Einzelzimmer. Eröffnung war 2008. In unmittelbarer Nachbarschaft baute die Wohnbaugenossenschaft AWG 2011 Seniorenwohnungen mit Betreuung. Das Büro Hörler Architekten aus Basel knüpft mit dem Schrägdach und der Fassadengestaltung an alte lokale Bautradition an und übersetzte diesen in einen grossen Massstab. Das verwinkelte Haus mit Innenhof bietet 21 Wohnungen in verschiedenen Grössen an. Ausserdem gibt es noch die Genossenschaft Alterssiedlung Teufen, die zwei Liegenschaften im Unteren Hörli und in Niederteufen besitzt und verwaltet.
In Teufen gibt es drei private Kliniken: Die Augenklinik ist auf Augenbehandlungen und -operationen spezialisiert. Die Berit-Klinik ist bietet stationäre Kuren und Rehabilitation nach Operationen an. Die Klinik Group Teufen ist im Bereich der ambulanten Behandlung und Rehabilitation im Bereich Psychsomatik und Psychotherapie an.
Die Strafanstalt Gmünden befindet sich im Mühltobel auf dem Gebiet von Niederteufen. Sie wurde 1884 als Zwangsanstalt für «liederliche und arbeitsscheue» Männer gegründet und seither mehrfach renoviert und erweitert. Heute ist Gmünden ein Strafvollzug für Verurteilte, die nicht als fluchtgefährdete und gemeingefährliche Gewaltverbrecher gelten. Zusätzlich werden Halbgefangenschaftsstrafen vollzogen.

### Soziale Institutionen

Bad Sonder, ca. 1895

Im Sonder wurde 1814 das erste Heilbad eröffnet. Mit Kriegsausbruch blieben die Gäste aus und im Kurhotel wurden von 1916 bis 1918 kriegsversehrte deutsche Soldaten interniert. Anfangs der 1920er-Jahre wurde es ein Sanatorium für Kinder mit Tuberkulose, Erkrankungen der Atemwege oder Gebrechlichkeit z. B. nach Kinderlähmung. Heute ist Bad Sonder ein St. Gallisches Schulheim mit einer Sonderschule und einem Wohnheim. Es nimmt Kinder und Jugendliche im Alter von etwa 9 bis 17 Jahren mit Lern- und Verhaltensauffälligkeiten auf.
Die Schule Roth-Haus ist eine heilpädagogische Tagesschule für Kinder mit einer geistigen Behinderung. Sie wurde von der Appenzellischen Gemeinnützigen Gesellschaft AGG initiiert, die dafür das ehemalige Waisenhaus im Schönenbüel umbaute. 1972 wurde die Schule eröffnet. Sie wird heute von einer Stiftung geführt.
1975 kaufte die «Stiftung Waldheim», die in Rehetobel und Walzenhausen Behindertenheime betrieb, das ehemalige «Voralpine Töchterinstitut Buser» und richtete darin ihr sechstes Wohnheim ein. Das «Haus Eben-Ezer» wurde behindertengerecht umgebaut, genügte den Bedürfnissen aber schon bald nicht mehr. 2005 bezog das Wohnheim darum einen Neubau am Dorfrand im Schönenbüel. Das Haus bietet 42 Menschen mit geistiger, körperlicher und psychischer Beeinträchtigung Platz und Betreuung.

### Verkehr

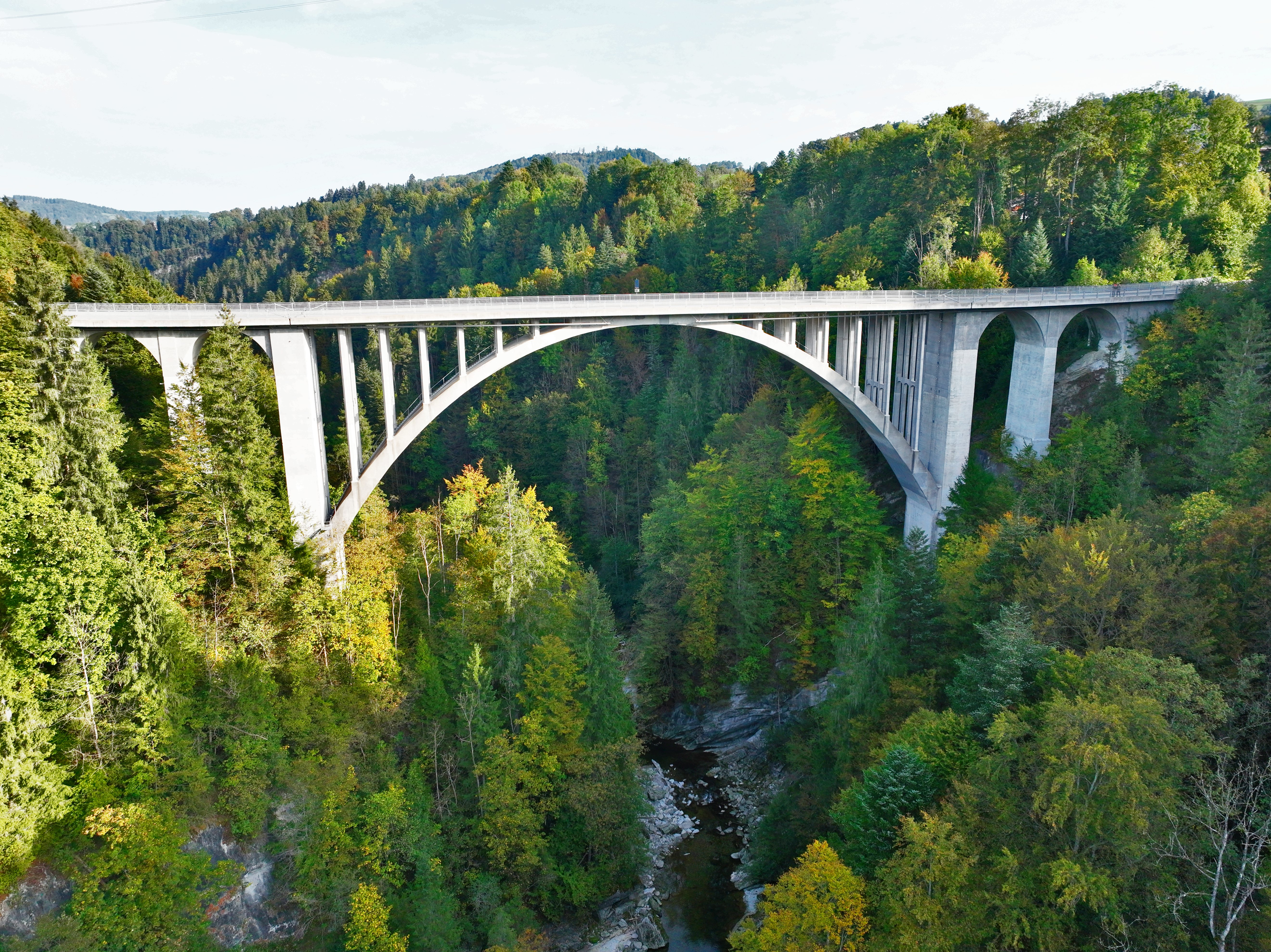
Die Gmündertobelbrücke, erbaut 1908

Nordöstlich der Kirche kreuzen sich die historischen Nord-Süd- und Ost-West-Verbindungen: nordwärts über die Schäflisegg und durch das Brandtobel nach St. Gallen, ostwärts nach Bühler, südwärts über Schönenbüel und die Rotbach-Brücke nach Appenzell und westwärts (Hauptstrasse 463) durch das Gmündertobel nach Stein und Hundwil. Den Anstoss zur Verbesserung dieser alten Saumpfade gaben die Franzosen zur Zeit der Helvetik. Die Strasse von St. Gallen durch das Watt nach Lustmühle wurde 1816–1821 angelegt. Im Zuge des Baus der Mittellandstrasse wurde 1860 eine Eisengitterbrücke im Gmündertobel erstellt. Diese alte Brücke wurde 1908 durch eine Betonbrücke ersetzt. Die Brücke ist rund 70 Meter hoch und hat eine Spannweite von 79,6 Metern; sie galt als Pionierwerk im Eisenbetonbau.
Das wichtigste Verkehrsprojekt des 20. Jahrhunderts war die Umfahrungsstrasse. Die Ortsdurchfahrt war der Zunahme des Autoverkehrs nicht mehr gewachsen. Nach langen Diskussionen wurde 1960 die Linienführung von der Lustmühle über Hinterbühl, Holz und Schönenbühl nach Linde gewählt. Bis zur Einweihung der 4,6 Kilometer Strasse mit fünf Brücken und 900 Metern Schutzmauer dauerte es bis 1973.
1872 bildete sich eine Kommission, die Studien zu einer Streckenführung für eine Bahn von St. Gallen nach Gais erarbeiten liess. Die Herausforderung war insbesondere die Überwindung des Riegels zwischen Bernegg und Menzlen. Den Durchbruch brachte die Entwicklung eines neuen Lokomotivtyps mit Adhäsions- und Zahnstangenbetrieb, damit konnte die Steigung ins Riethüsli gemeistert werden. 1885 gründeten Industrielle und Politiker eine Aktiengesellschaft zur Finanzierung der Bahn, ab 1887 wurde gebaut. 1889 nahm die «Appenzeller Strassenbahn» auf der Linie St. Gallen–Teufen–Gais den Betrieb auf. Der Kanton St. Gallen verbot der Strassenbahn die Nutzung der Strasse und bestand auf einem separaten Trassee, der Kanton Appenzell Ausserrhoden hingegen nicht. Die Linienführung der Appenzeller Bahnen durch das Dorf führt seit den 1970er-Jahren zu zahlreichen Diskussionen, insbesondere über eine Verlegung der Bahn in einen Tunnel.

## Kultur und Freizeit
Durch die Gemeinde führt ein sogenannter Kulturpfad. Auf diesem ist es möglich, die Geschichte des Dorfes besser kennenzulernen und die von Wohlstand zeugenden Häuser zu betrachten.

### Museen und Kunst

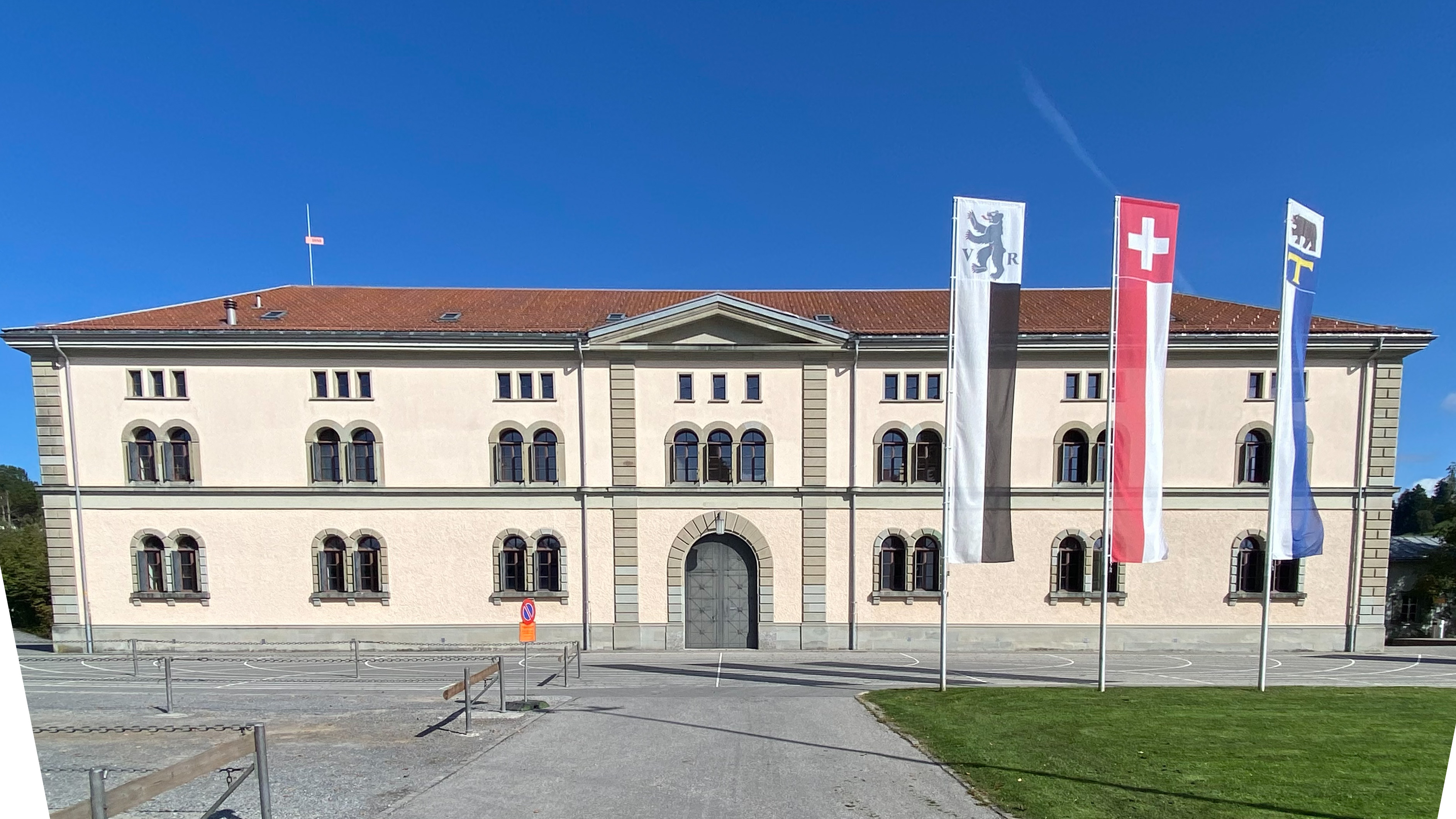
Zeughaus Teufen

Das Zeughaus Teufen ist seit 2012 ein Museum. Das Erdgeschoss ist als offener, multifunktionaler Raum nutzbar. Das erste Obergeschoss wird für Wechselausstellungen zu Baukultur, angewandter Kunst und regionalen Phänomenen genutzt. Im Dachgeschoss ist die Grubenmann-Sammlung untergebracht. Sie beschäftigt sich mit dem Erbe der Teufner Baumeisterfamilie Jakob (1694–1758), Johannes (1707–1771) und Hans Ulrich Grubenmann (1709–1783). Zu sehen sind zahlreiche Holzmodelle von Brücken und Dachstühlen, Zeichnungen und Holzbearbeitungswerkzeuge.
Die Kunsthandwerkerin Gret Zellweger wurde 1945 in Teufen geboren. Bekannt ist sie vor allem für ihre Blecharbeiten. Zellweger stellt Figuren wie Kühe, Ziegen und Silvesterchläuse her. Die Teufnerin machte zuerst eine Lehre bei der Post, bevor sie 1980 ihr Hobby zum Beruf machte. Im Jahr 1994 wurde sie zur ersten Präsidentin des Gewerbevereins Teufen gewählt.

### Bauwerke

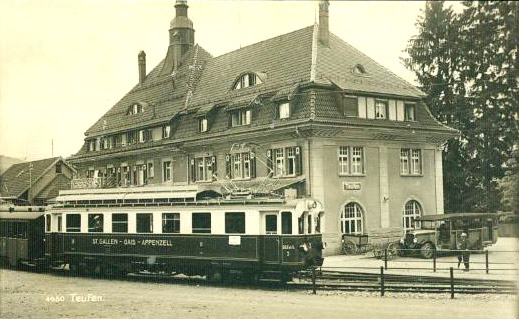
Der Bahnhof Teufen ca. 1931

## Bilder

Ansicht Ende 19. Jahrhundert
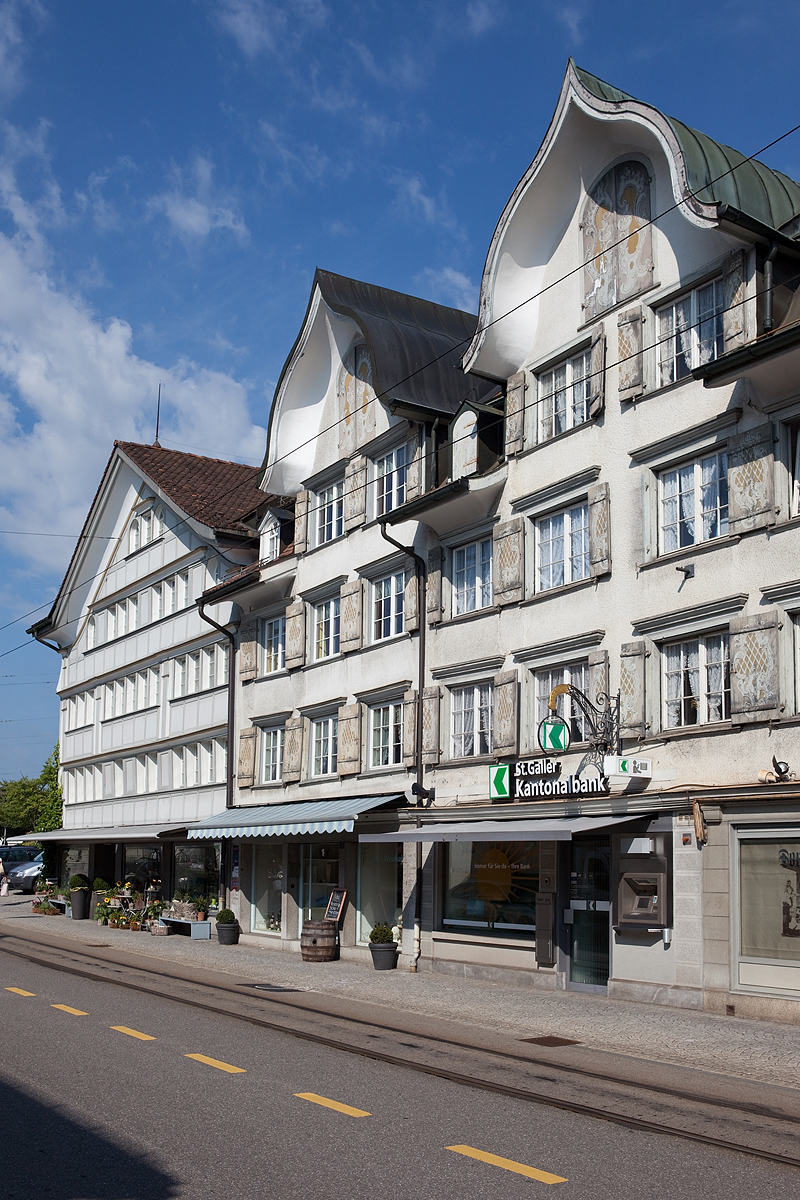
Häuser mit Schweifgiebel
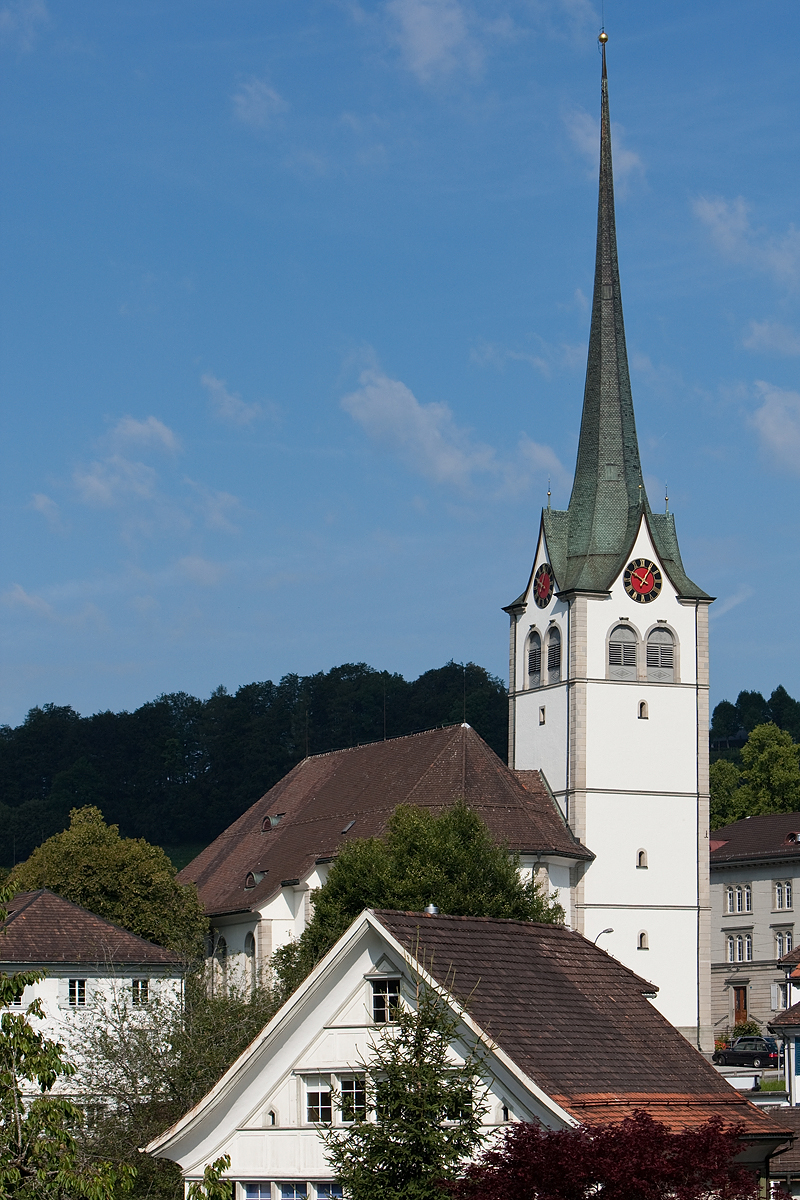
Reformierte Kirche Teufen
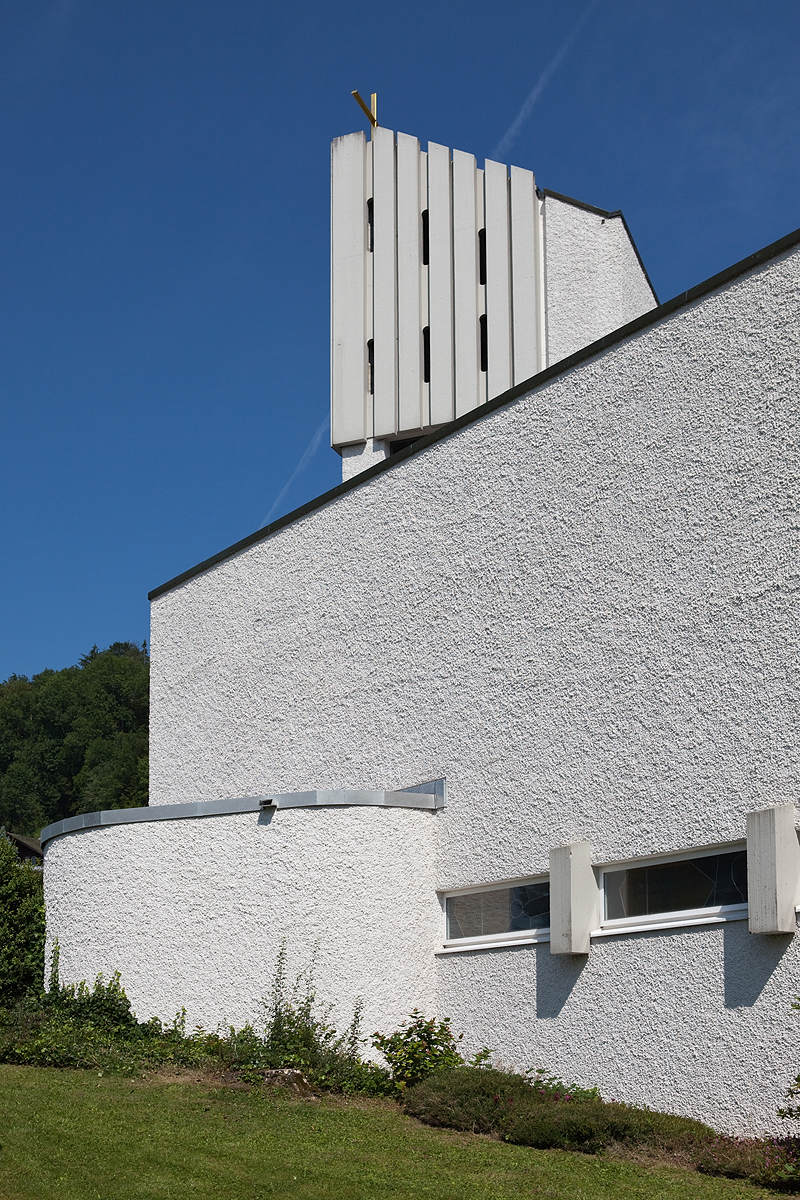
Katholische Kirche
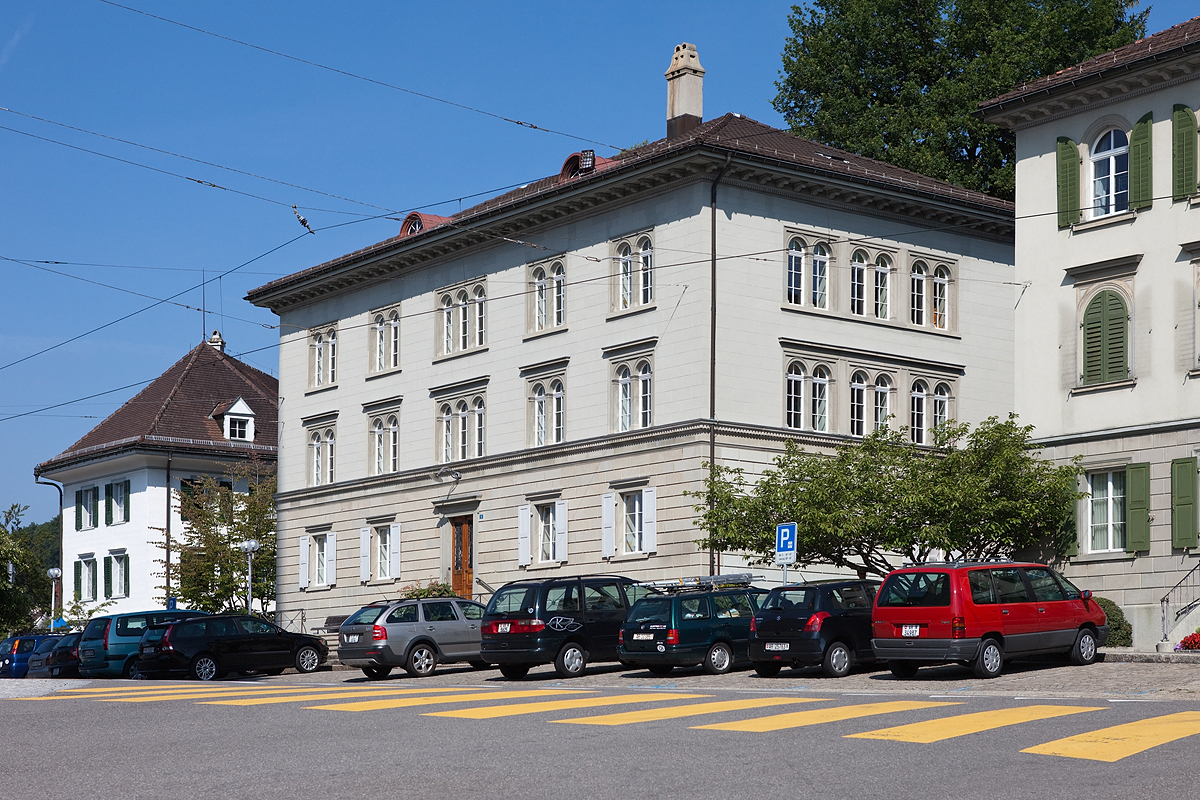
Dorfschulhaus
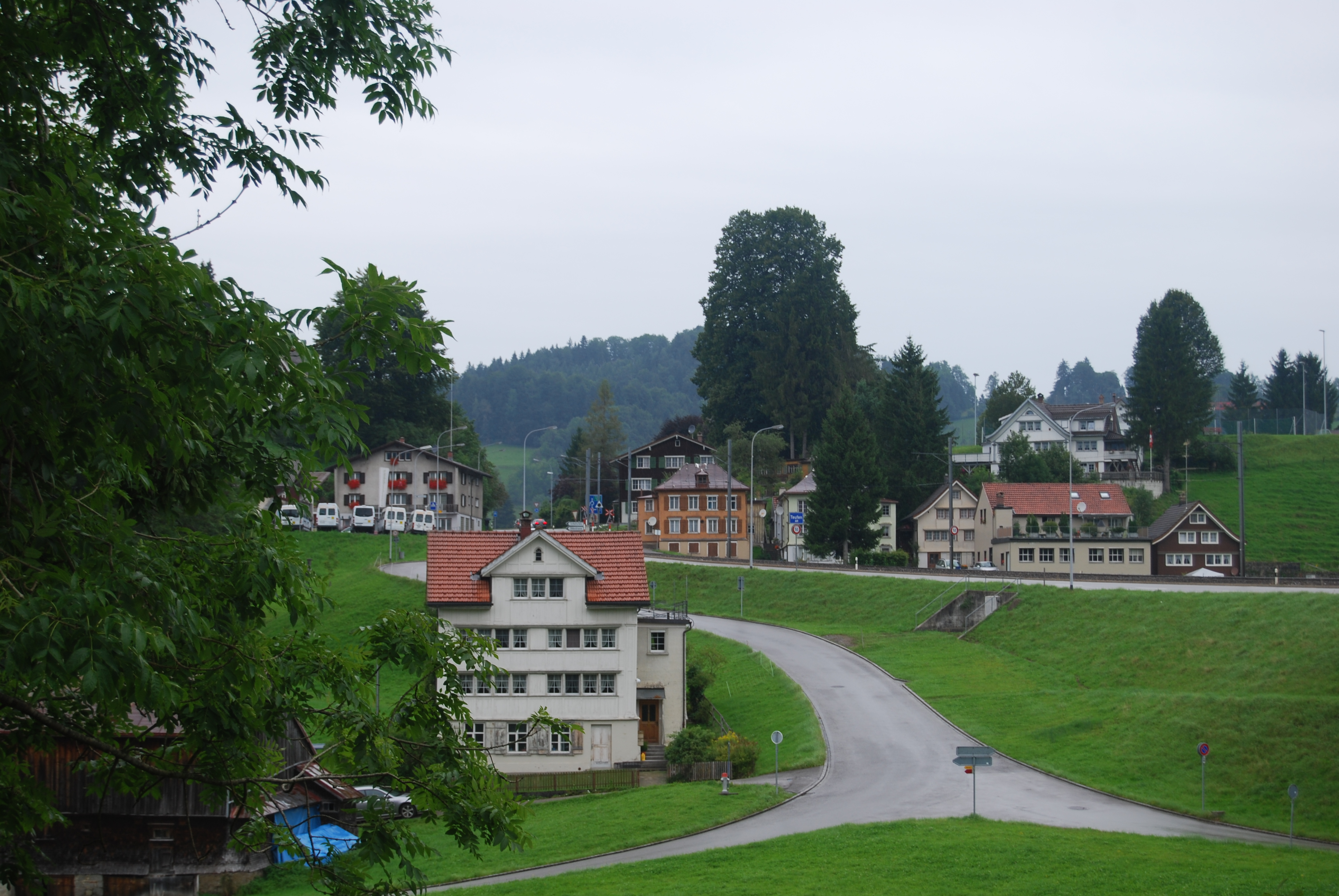
Teufen von der Goldibachbrücke aus gesehen
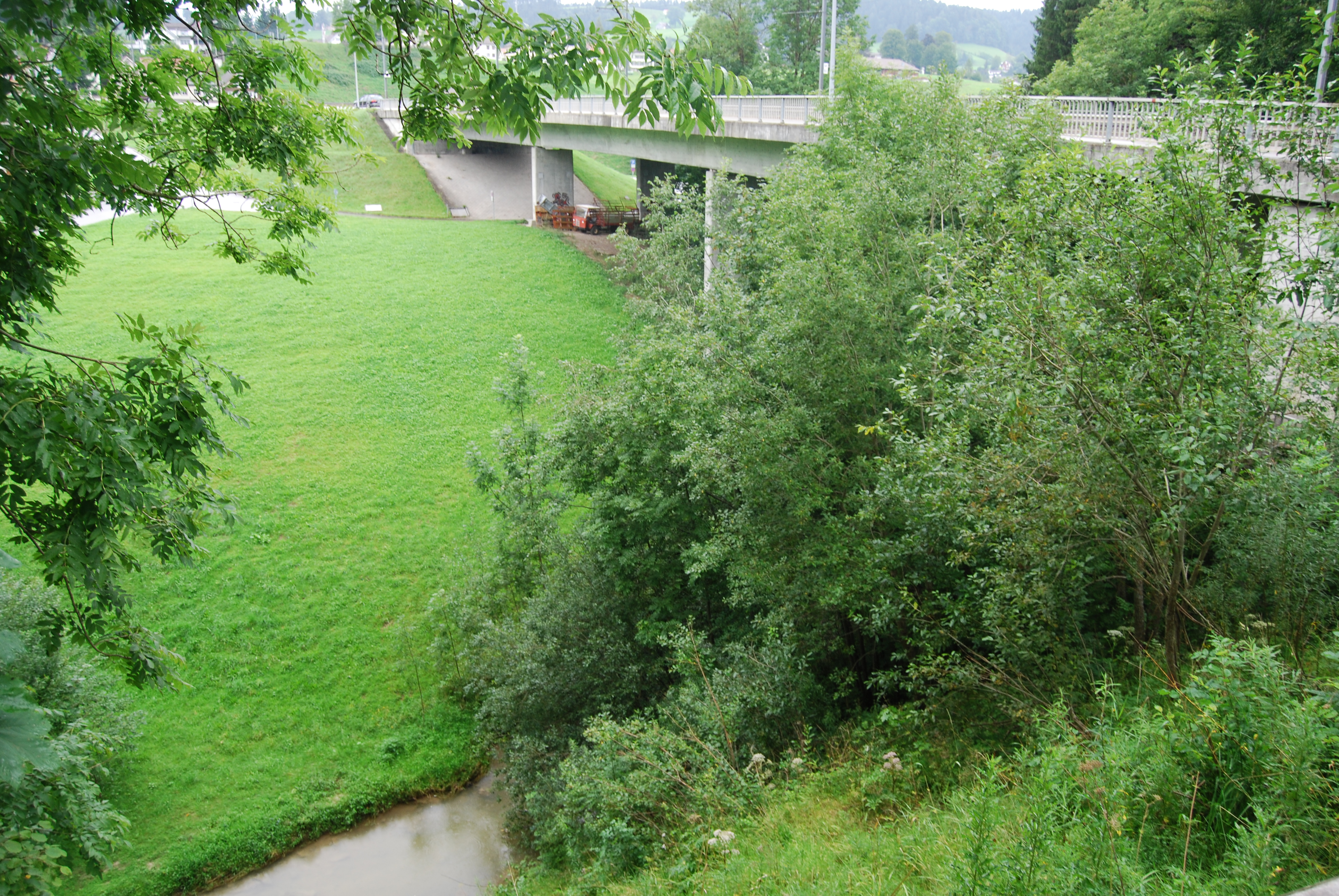
Goldibachbrücke
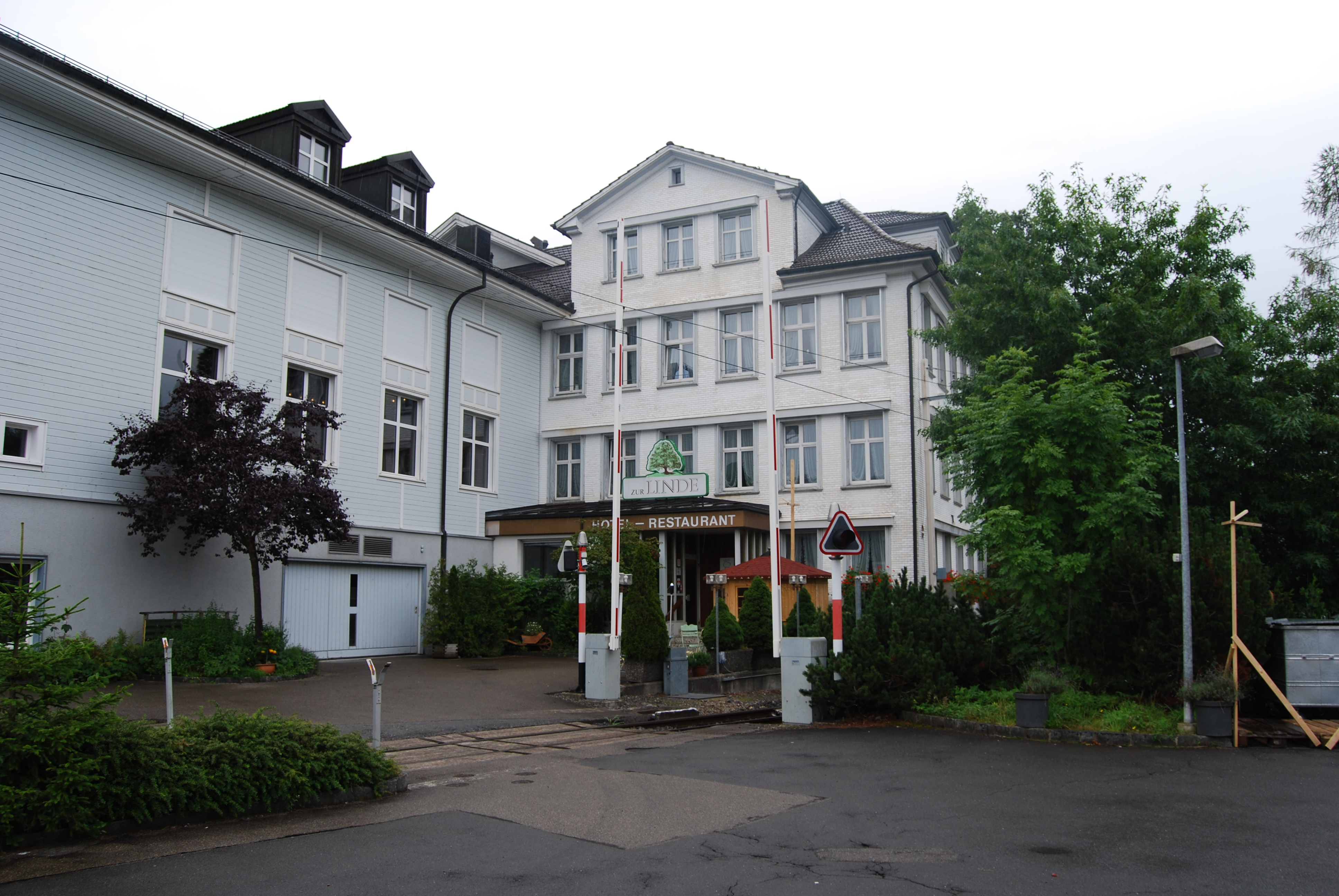
Hotel Linde
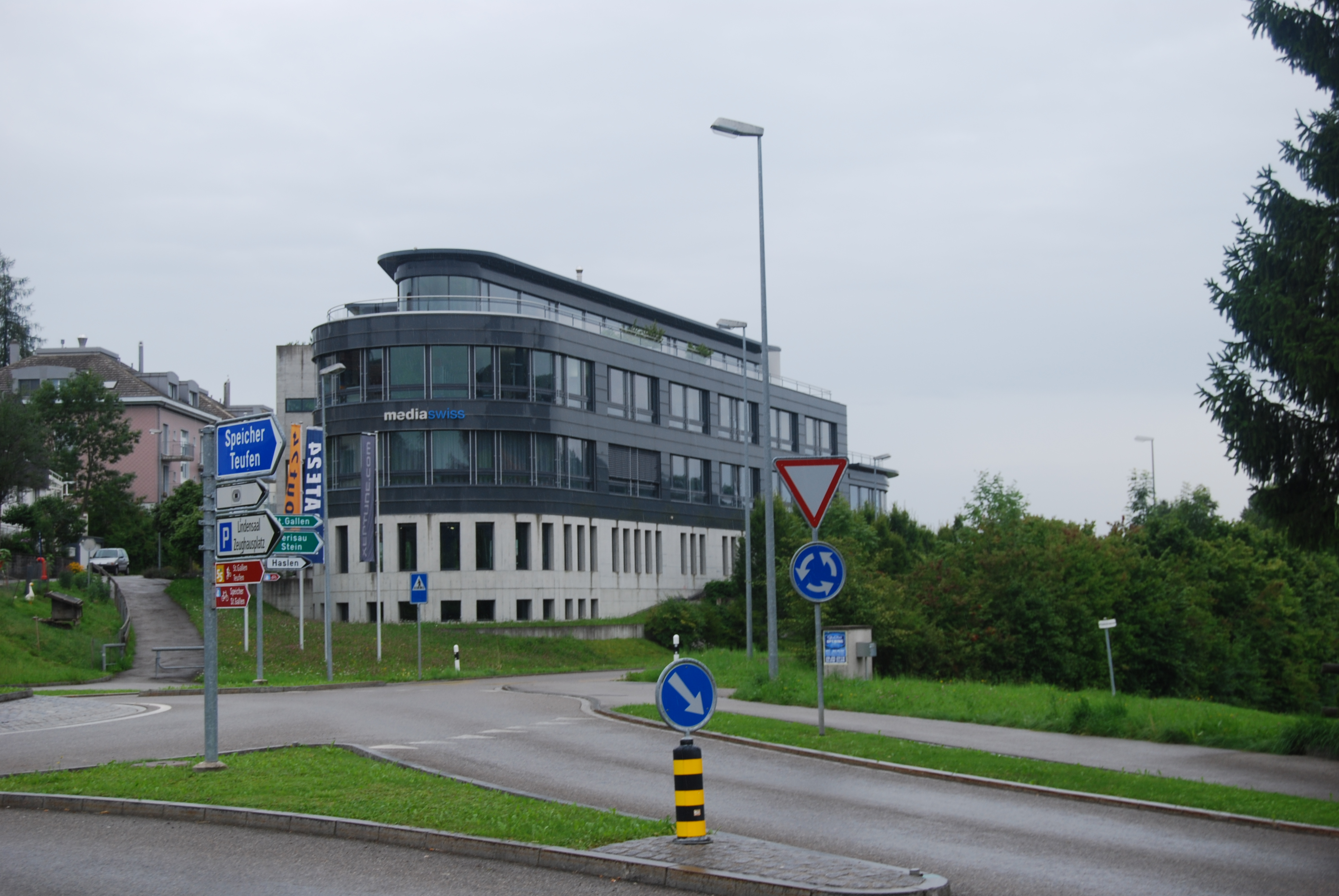
MediaSwiss-Haus